# Tulumba (departement)
Tulumba is een departement in de Argentijnse provincie Córdoba. Het departement (Spaans: departamento) heeft een oppervlakte van 10.164 km² en telt 12.211 inwoners.

## Plaatsen in departement Tulumba
- Churqui Cañada
- El Rodeo
- Las Arrias
- Lucio V. Mansilla
- Rosario del Saladillo
- San José de La Dormida
- San José de Las Salinas
- San Pedro Norte
- Villa Tulumba